# Gare de Simandre-sur-Suran
La gare de Simandre-sur-Suran est une gare ferroviaire française de la ligne de Bourg-en-Bresse à Bellegarde, située sur le territoire de la commune de Simandre-sur-Suran, dans le département de l'Ain, en région Auvergne-Rhône-Alpes.
Mise en service en 1876, elle est fermée en 2005, pour les travaux de rénovation de la ligne, puis rouverte en 2010.
C'est une halte voyageurs de la Société nationale des chemins de fer français (SNCF), desservie par des trains TER Auvergne-Rhône-Alpes.

## Situation ferroviaire
Établie à 315 mètres d'altitude, la gare de Simandre-sur-Suran est située au point kilométrique (PK) 22,351 de la ligne de Bourg-en-Bresse à Bellegarde, entre les gares de Villereversure et de Cize - Bolozon. Elle est séparée de cette dernière par le tunnel de Racouse, long de 3 187 mètres.

## Histoire

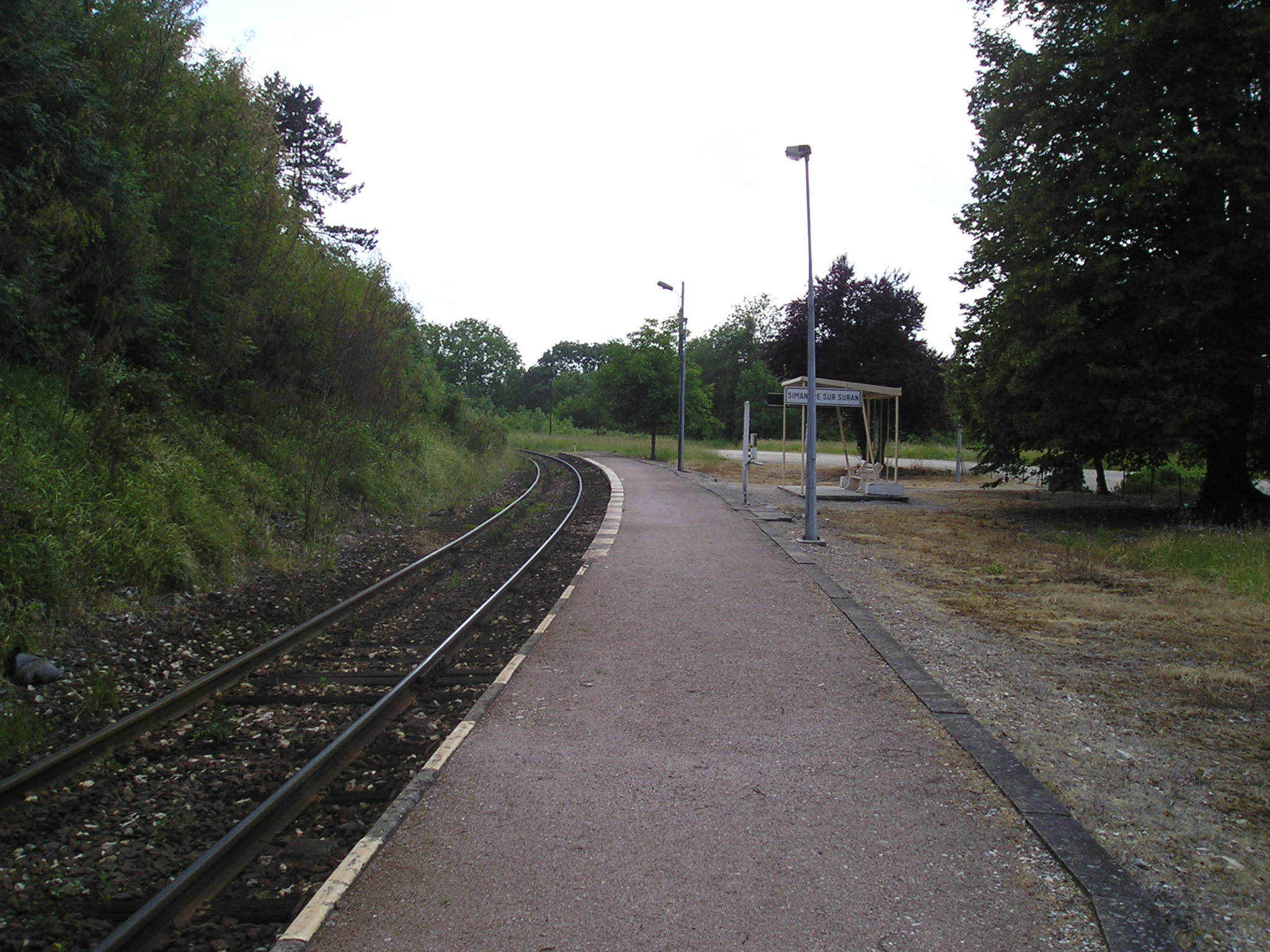
La halte de Simandre en juin 2005, deux mois avant la fermeture

La gare de Simandre-sur-Suran est mise en service le 10 mars 1876 par la Compagnie des Dombes et des chemins de fer du Sud-Est lors de l'ouverture à l'exploitation de la section de Bourg à Simandre-sur-Suran.
Elle devient une gare du réseau de la Compagnie des chemins de fer de Paris à Lyon et à la Méditerranée (PLM) le 1er janvier 1884, lors de la vente de la ligne par la Compagnie des Dombes.
Elle est devenue propriété de la Société nationale des chemins de fer français (SNCF) lors de la nationalisation en 1938.
Elle est fermée en 2005 pour les travaux de rénovation de la ligne de Bourg-en-Bresse à Bellegarde. À sa réouverture le 12 décembre 2010, elle ne comporte qu'une seule voie et est desservie par les TER qui relient Bourg-en-Bresse à Oyonnax ou Saint-Claude.

## Fréquentation
Selon les estimations de la SNCF, la fréquentation annuelle de la gare s'élève aux nombres indiqués dans le tableau ci-dessous.
| Année               | 2023   | 2022   | 2021   | 2020   | 2019   | 2018   | 2017   | 2016   | 2015   |
| ------------------- | ------ | ------ | ------ | ------ | ------ | ------ | ------ | ------ | ------ |
| Nombre de voyageurs | 12 709 | 11 488 | 13 088 | 15 407 | 18 630 | 14 966 | 14 491 | 14 828 | 12 713 |

## Service des voyageurs

### Accueil
C'est une halte SNCF, point d'arrêt non géré (PANG) à accès libre.

### Desserte
Simandre-sur-Suran est une halte du réseau TER Auvergne-Rhône-Alpes, desservie par des trains régionaux de la relation Bourg-en-Bresse (ou Lyon-Perrache) - Saint-Claude.

Installations
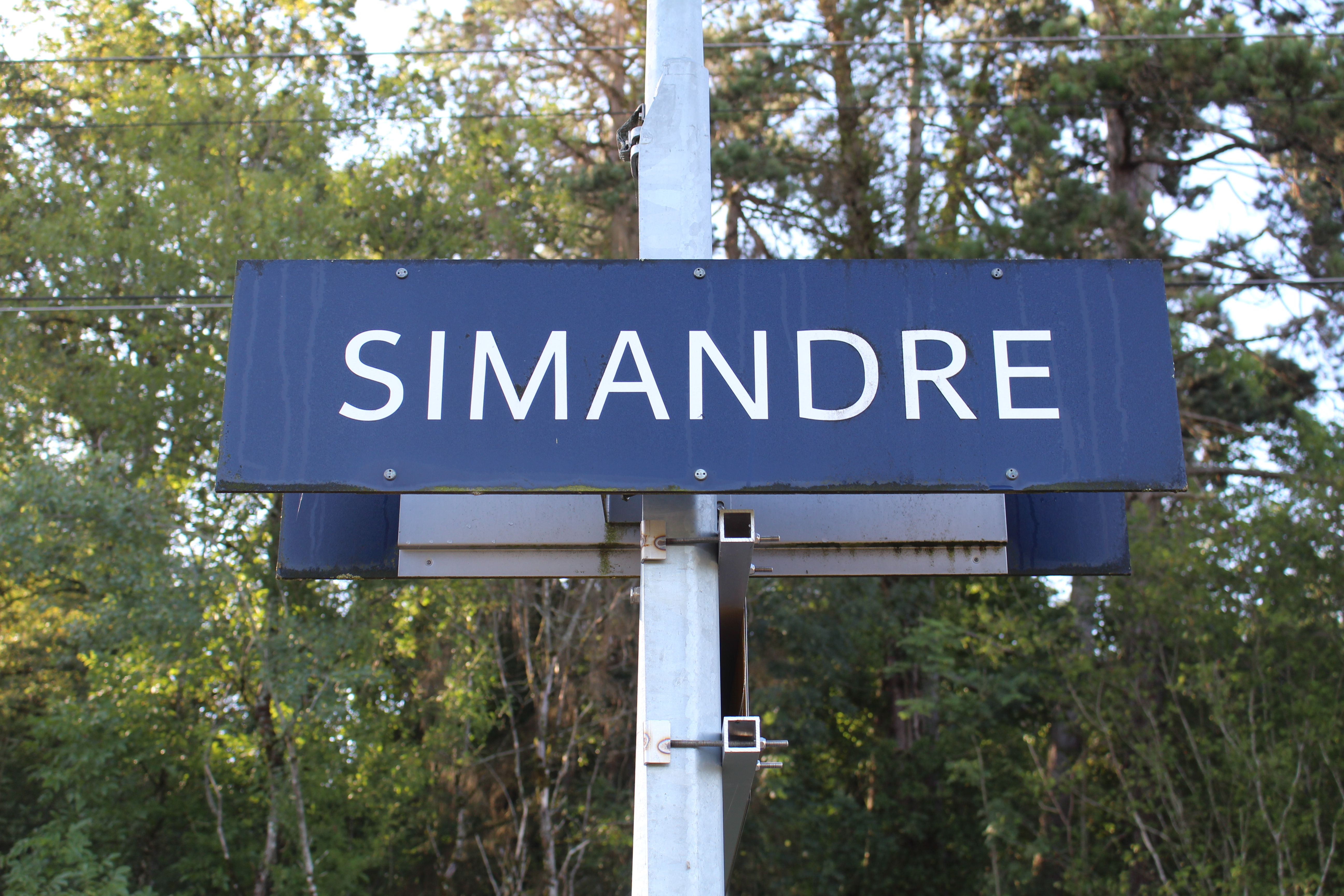
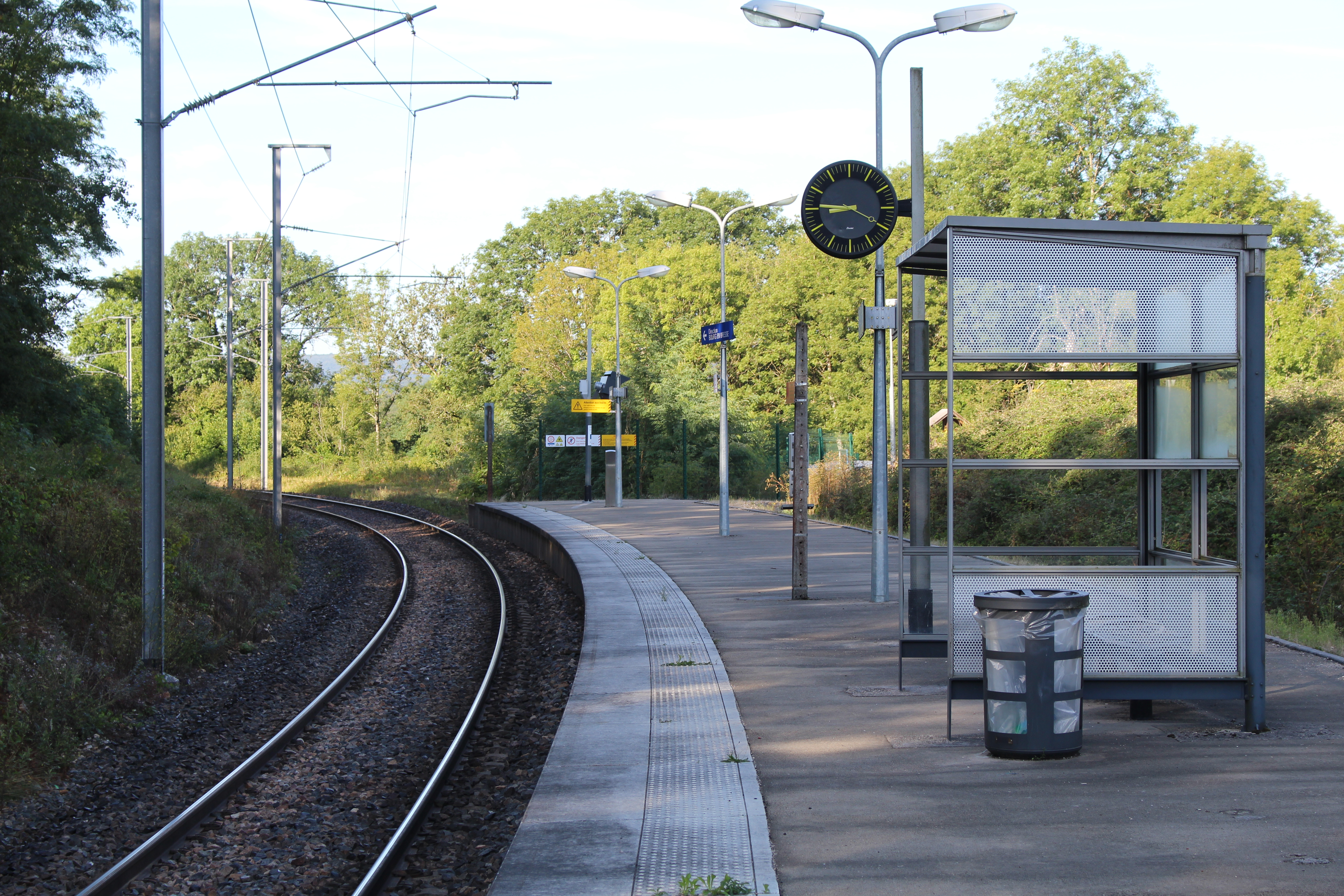
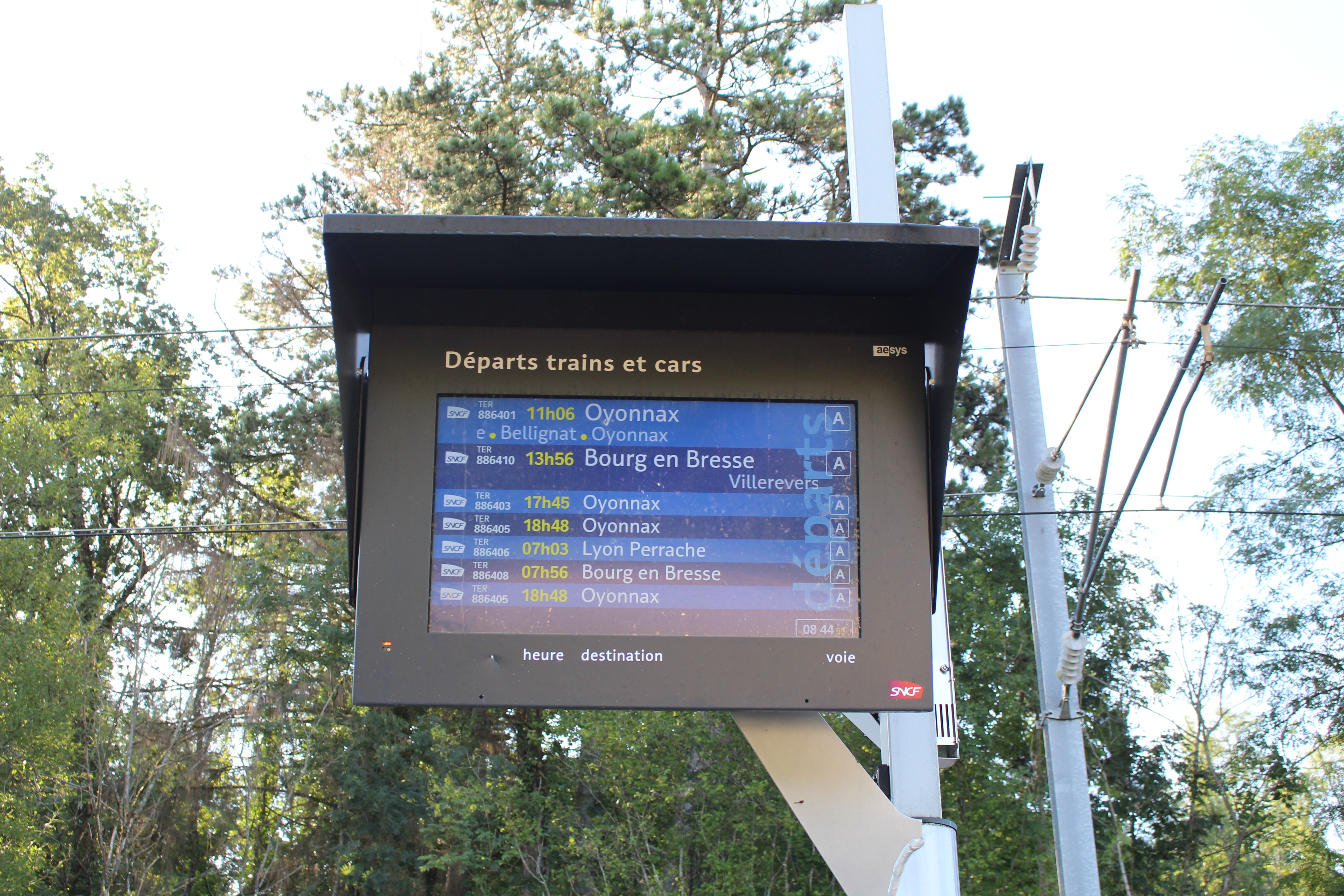

### Intermodalité
Un parc pour les vélos et un parking pour les véhicules y sont aménagés.